# ペーチ - ヴィッラーニ - マジャルボーイ線
ペーチ - ヴィッラーニ - マジャルボーイ線（ハンガリー語: Pécs–Villány–Magyarbóly-vasútvonal）は、ハンガリー国鉄の鉄道線の名称である。路線番号は65。2017,18年度は、クロアチアへの直通を休止していた。

## 運行形態
- ペーチ - ヴィッラーニ - マジャルボーイ( - ベリ・マナスティル)
2時間に1本の運行。6往復がベリ・マナスティルに乗り入れる他、2.5往復が66号線のモハーチまで直通する。
過去の運行形態
2016年以前は、ヴィッラーニで運転系統が分かれていた他、ベリ・マナスティルへの直通も一日2往復であった。ヴィッラーニ - マジャルボーイ間は、午前中に4時間列車が運行されない時間帯があった。
2017,18年度は、マジャルボーイ以南で運行を休止していた。
2018年末に、一日4往復のベリ・マナスティルへの直通を再開した他、ヴィッラーニで分断されていた系統を統合し、現在の運行形態となった。
2021年度より、ヴィッラーニ - マジャルボーイ間でほぼ終日2時間に1本の運行となった。
2023年2月より、ベリ・マナスティル直通列車が一日6往復に増発された。

## 駅一覧
以下では、ハンガリー国鉄65号線の駅と営業キロ、停車列車、接続路線などを一覧表で示す。なお、全て各駅停車である。
| 路線名 | 駅名                         | 駅間営業キロ | 累計営業キロ | 接続路線                                             | 所在地           | 所在地                 |
| ------ | ---------------------------- | ------------ | ------------ | ---------------------------------------------------- | ---------------- | ---------------------- |
| 65     | ペーチ駅                     | -            | 0            | 40号線（ブダペスト方面）、60号線（ソンバトヘイ方面） | バラニャ県       | ペーチ郡               |
| 65     | ペーチ・キュルヴァーロシュ駅 | 2            | 2            |                                                      | バラニャ県       | ペーチ郡               |
| 65     | ペーチバーニャ・レンデゼー駅 | 3            | 5            |                                                      | バラニャ県       | ペーチ郡               |
| 65     | ペーチュドヴァルド駅         | 7            | 12           |                                                      | バラニャ県       | ペーチ郡               |
| 65     | セーケード駅                 | 5            | 17           |                                                      | バラニャ県       | ペーチ郡               |
| 65     | アータ駅                     | 4            | 21           |                                                      | バラニャ県       | ペーチ郡               |
| 65     | キシュトートファル駅         | 3            | 24           |                                                      | バラニャ県       | シクローシュ郡         |
| 65     | ヴォカーニ駅                 | 2            | 26           |                                                      | バラニャ県       | シクローシュ郡         |
| 65     | パルコニャ駅                 | 5            | 31           |                                                      | バラニャ県       | シクローシュ郡         |
| 65     | ヴィッラーニケヴェシュド駅   | 3            | 34           |                                                      | バラニャ県       | シクローシュ郡         |
| 65     | ヴィッラーニ駅               | 2            | 36           | 66号線（モハーチ方面）                               | バラニャ県       | シクローシュ郡         |
| 65     | マジャルボーイ駅             | 7            | 43           |                                                      | バラニャ県       | シクローシュ郡         |
| 65     | ベリ・マナスティル駅         |              |              | 31号線（オシイェク方面）                             | スラヴォニア地方 | オシイェク・バラニャ郡 |